# Pangasius pangasius
Pangasius pangasius – gatunek słodkowodnej ryby sumokształtnej z rodziny Pangasiidae, poławiany gospodarczo w celach konsumpcyjnych. Spotykany pod handlową nazwą panga. W warunkach naturalnych dorasta do 1,5 m, maksymalnie do 3 m długości.

## Występowanie
Pakistan, Indie, Bangladesz i delta Irawadi w Mjanmie. Dawniej powszechnie występował w Gangesie i Brahmaputrze, ale jego populacje gwałtownie zmalały, prawdopodobnie na skutek przełowienia. W zasięgu swojego występowania został szeroko wprowadzony do akwakultury.

## Znaczenie gospodarcze

### Ryba konsumpcyjna
W Azji jest rozmnażany sztucznie w celach konsumpcyjnych. Jest znaną rybą konsumpcyjną, przez jednych cenioną, przez innych mięso tego suma jest uważane za małowartościowe.

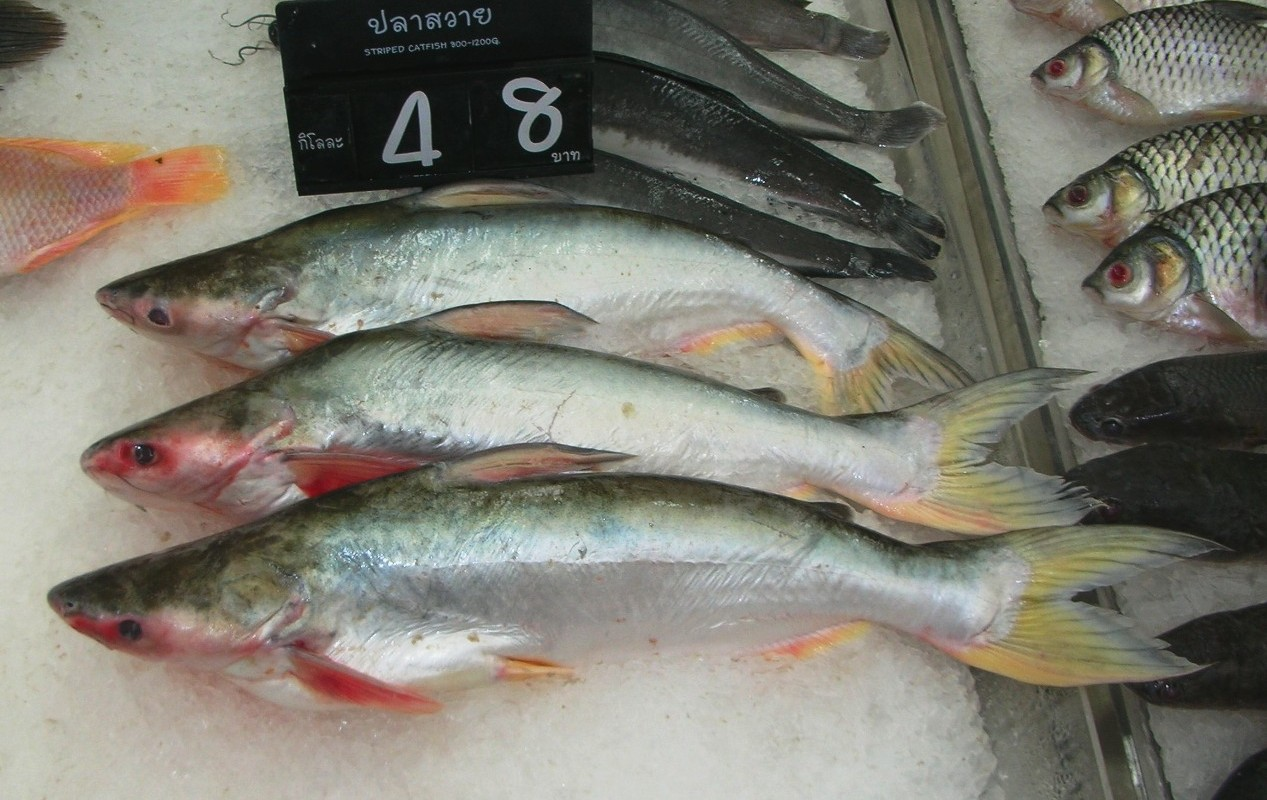
Panga jest cenioną rybą konsumpcyjną.

### Ryba akwariowa
Pangasius pangasius osiąga bardzo duże rozmiary, dlatego akwarium powinno być odpowiednio duże. Sumy te wymagają bardzo dużej ilości wolnej przestrzeni do pływania. W akwarium nie powinno być kamieni czy korzeni o ostrych krawędziach, gdyż wystraszone ryby wykonują bardzo gwałtowne ruchy i łatwo mogą się kaleczyć o przeszkody. Akwarium powinno być szczelnie przykryte. Oświetlenie nie powinno być zbyt silne. Nie niszczy roślin, więc zaleca się umieszczenie w akwarium dużych i odpornych roślin.
Temperatura wody: 20-28°C  pH 6,0-7,5  dCH: 5-25°n